# Mr. Novak
Mr. Novak  è una serie televisiva statunitense in 60 episodi trasmessi per la prima volta nel corso di 2 stagioni dal 1963 al 1965.

## Trama
John Novak è un idealista e insegnante di inglese alla Jefferson High School di Los Angeles, spesso coinvolto nella vita personale dei suoi studenti e dei colleghi insegnanti. I presidi dell'istituto sono due: nel primo anno è Albert Vane, nella seconda stagione è Martin Woodridge. Nel primo episodio, il professor Novak deve convincere uno dei suoi studenti, che ha messo su un negozio di ricambi auto, a non lasciare gli studi. Nel secondo episodio, una studentessa non vedente, Julie Dean, si innamora di John.

## Personaggi
- John Novak (60 episodi, 1963-1965), interpretato da James Franciscus.
- preside Albert Vane (44 episodi, 1963-1965), interpretato da Dean Jagger.
- preside Martin Woodridge (17 episodi, 1965), interpretato da Burgess Meredith.
- Ken (7 episodi, 1964-1965), interpretato da Charles Briles.
- George (5 episodi, 1963-1965), interpretato da Tony Dow.
- Mr. Peeples (4 episodi, 1964-1965), interpretato da Stephen Roberts.
- Frank Czarnecki (4 episodi, 1964-1965), interpretato da Malachi Throne.
- Mr. Butler (3 episodi, 1964-1965), interpretato da Vince Howard.
- Miss Dorsey (3 episodi, 1964-1965), interpretata da Marjorie Corley.
- Everett Johns (3 episodi, 1964-1965), interpretato da Andre Philippe.
- Jaylee Bartlett (3 episodi, 1963-1965), interpretato da Beau Bridges.
- Alexsei Dubov (3 episodi, 1963-1965), interpretato da Walter Koenig.
- Carol Walker (3 episodi, 1963-1964), interpretato da Brooke Bundy.
- Ruth Wilkinson (3 episodi, 1964-1965), interpretata da Phyllis Avery.
- Abigail (3 episodi, 1964-1965), interpretata da Patricia Morrow.
- Abel King (3 episodi, 1964-1965), interpretato da Tom Nardini.
- Eddie (3 episodi, 1964-1965), interpretato da Robert Random.
- Eric (3 episodi, 1964-1965), interpretato da Mark Slade.
- Frank Dever (2 episodi, 1964-1965), interpretato da Harry Townes.
- Marilyn Scott (2 episodi, 1964-1965), interpretata da Marian Collier.
- Jim Hendricks (2 episodi, 1964-1965), interpretato da Larry Thor.

## Produzione
La serie fu prodotta da MGM Television e girata negli studios della Metro-Goldwyn-Mayer a Culver City in California.
Il preside Albert Vane è interpretato da Dean Jagger, che fu candidato per un Emmy Award nel 1964 e nel 1965 per il ruolo. Quando Jagger lasciò la serie nel 1964, Burgess Meredith entrò nel cast nel ruolo del preside Martin Woodridge.

### Registi
Tra i registi della serie sono accreditati:
- Michael O'Herlihy (11 episodi, 1963-1965)
- Abner Biberman (10 episodi, 1963-1965)
- Richard Donner (7 episodi, 1963-1964)
- Paul Wendkos (7 episodi, 1964-1965)
- Allen Reisner (4 episodi, 1964-1965)
- Joseph Sargent (4 episodi, 1964-1965)
- Ida Lupino (3 episodi, 1963-1965)
- Alvin Ganzer (3 episodi, 1965)
- Boris Sagal (2 episodi, 1963)

## Distribuzione
La serie fu trasmessa negli Stati Uniti dal 1963 al 1965 sulla rete televisiva NBC.
Alcune delle uscite internazionali sono state:
- negli Stati Uniti il 24 settembre 1963 (Mr. Novak)
- in Finlandia (Lehtori Novak)
- in Spagna (Mr. Novak)

## Episodi
| Stagione         | Episodi | Prima TV originale |
| ---------------- | ------- | ------------------ |
| Prima stagione   | 30      | 1963-1964          |
| Seconda stagione | 30      | 1964-1965          |